# Melba (film)
Melba (titlul original: în engleză Melba) este un film biografic american din 1953, realizat de Lewis Milestone. Filmul, distribuit de United Artists, tratează fictiv despre viața cântăreței de operă australiană Nellie Melba (1861–1931). 
Protagoniștii filmului sunt actorii Patrice Munsel, Robert Morley, John McCallum și John Justin. 

## Rezumat
La sfârșitul anilor 1890, celebra cântăreață de operă Nellie Melba este invitată să cânte pentru Regina Victoria la Castelul Windsor. Prima ei melodie, „Comin’ Thro’ the Rye”, îi trezesc amintiri din copilăria ei într-o fermă de vite de lângă Melbourne, Australia.
Thomas Mitchell, tatăl lui Nellie, i-a făcut posibil studiul de canto la Paris. În ziua plecării ei, în bisericuța în care a fost solistă se rostesc rugăciuni pentru fericirea și succesul ei. În gară, iubitul ei Charles Armstrong este foarte supărat că îl părăsește. La Paris, după o încurcătură în cazarea ei, unde este suspectată că ar fi prostituată, Nellie îl întâlnește pe englezul Eric Walton, un tânăr bon vivant, care o invită la cină. În restaurant, Nellie cântă o arie de operă pentru oaspeți. Eric realizează că ar putea deveni o mare cântăreață și îi sugerează să învețe cu legendara profesoară de canto Madame Mathilde Marchesi. Întrucât doamna Marchesi este pensionară și are nevoie de îngrijiri medicale, Eric aranjează ca Nellie să-i împingă scaunul cu rotile în timpul unei ieșiri la plimbare într-un parc. În cele din urmă, Nellie poate să cânte pentru ea. În ciuda bolii ei, Marchesi decide să o preia pe Nellie și încep o serie de lecții foarte intensive și foarte stricte.
Într-o zi, Eric vizitează casa lui Marchesi cu Paul Brotha, directorul Operei din Bruxelles, care neanunțat o ascultă pe Nellie cântând. Brotha vrea s-o angajeze pentru un spectacol, dar din moment ce Marchesi nu îi permite lui Nellie să cânte încă în public, Brotha și Nellie vin cu un plan prin care ea cântă pentru o seară și apoi se întoarce la Paris fără ca Marchesi să afle. Ei aleg numele de scenă Melba, derivat din Melbourne, iar Nellie debutează ca „Gilda” în Rigoletto și este bine primită. După întoarcerea ei la Paris, Marchesi exersează cu ea nenumărate game vocale și îi dezvăluie că știe despre debutul ei și este foarte fericită pentru ea. Marchesi aranjează intrarea ei pe scenă în Lucia di Lammermoor la celebra Covent Garden Opera House din Londra. Cesar Carlton, proprietarul aristocratic al hotelului din Londra în care este cazată, o întâmpină pe Nellie și o duce la operă, dar apoi o lasă pe scena goală. În timp ce stă pe scena unde au stat toți marii cântăreți, imaginându-și cum cântau: Giulia Grisi, Jean Lassalle, Charles Santley, Adelina Patti și balerinii familiei Taglioni. Mai târziu, Cesar îi spune că va organiza o petrecere în cinstea ei după premieră. Dar, în entuziasmul debutului ei extrem de reușit, ea uită de petrecerea lui Cesar și merge la cină cu Eric. Cesar este supărat pe ea pentru că jumătate din Londra o aștepta la petrecere, dar în cele din urmă o iartă și o sărută.
După spectacolele la Paris, Nellie cântă la Monte Carlo și se bucură de atenția lui Eric și a lui Cesar. Eric aranjează ca ea să se întâlnească cu impresarul american Oscar Hammerstein I, care o invită să se alăture Companiei sale de Opera din Manhattan, cu care încearcă să rupă monopolul Operei Metropolitane. Dar Charles, fostul iubit al lui Nellie și acum un crescător de vite de mare succes, îi face o surpriză venind la Monte Carlo. Se căsătoresc imediat, iar în luna de miere Charles încearcă să-și gestioneze interesele în Australia în timp ce se ocupă de cerințele carierei soției sale. După spectacole la Milano și Sankt Petersburg, se întorc la Monte Carlo, unde Hammerstein îi spune lui Charles că Nellie i-a respins contractul și vrea să renunțe la cariera ei pentru a se întoarce în Australia. Hammerstein îi cere lui Charles permisiunea pentru a o convinge să continue să cânte. Cu toate acestea, la Londra, Charles este supărat de reporterii care se referă la el drept „domnul Melba”. Deși Nellie află că Charles vrea să se întoarcă în Australia, Hammerstein o convinge că trebuie să-și continue cariera. După ce ea și Charles împărtășesc un toast prietenesc pentru cucerirea iminentă a New York-ului de către ei, Nellie zdrobită îl părăsește, plecând spre Covent Garden, unde vizionează un spectacol cu Romeo și Julieta.

## Distribuție
- Patrice Munsel – Nellie Melba
- Robert Morley – Oscar Hammerstein I
- John McCallum – Charles Armstrong
- John Justin – Eric Walton
- Alec Clunes – Cesar Carlton
- Martita Hunt – Mathilde Marchesi
- Sybil Thorndike – Regina Victoria
- Joseph Tomelty – Thomas Mitchell
- Beatrice Varley – Aunt Catherine
- Theodore Bikel – Paul Brotha
- Cecile Chevreau – Annette
- Violetta Elvin – prima balerina
- Marcel Poncin – Roger
- Robert Rietty – polițistul italian (nemenționat)

## Melodii din film
Au fost interpretate următoarele arii sub bagheta lui Warwick Braithwaite:
- O luce di quest'anima din opera Linda di Chamounix de Gaetano Donizetti, libretul de Gaetano Rossi
- Caro nome din opera Rigoletto de Giuseppe Verdi, libretul Francesco Maria Piave
- Il dolce suono din opera Lucia di Lammermoor de Gaetano Donizetti, libretul Salvadore Cammarano
- Chacun le sait din opera Fiica regimentului de Gaetano Donizetti, libretul de Jean-François Bayard și Jules-Henri Vernoy de Saint-Georges
- Una voce poco fa din opera Bărbierul din Sevilla de Gioachino Rossini, libretul de Cesare Sterbini
- O soave faniculla din opera Boema de Giacomo Puccini, libretul de Luigi Illica și Giuseppe Giacosa
- Voi che sapete che cosa è amor din opera Nunta lui Figaro de Wolfgang Amadeus Mozart, libretul de Lorenzo Da Ponte
- Arie din opera Faust de Charles Gounod, libretul de Jules Barbier și Michel Carré
- Vissi d’arte din opera Tosca de Giacomo Puccini, Libretto von Giuseppe Giacosa și Luigi Illica
- Libiamo ne’ lieti calici din opera Traviata de Giuseppe Verdi, libretul de Francesco Maria Piave
- O pur bonheur din opera Romeo și Julieta de Charles Gounod, libretul de Jules Barnier și Michel Carré

Au fost incluse și următoarele melodii:
- Comin’ Thro’ the Rye text de Robert Burns
- Ave Maria de Johann Sebastian Bach și Charles Gounod
- Serenade de Charles Gounod
- Auf Flügeln des Gesanges de Felix Mendelssohn Bartholdy
- Dreamtime de Mischa Spoliansky și Norman Newell
- Muzica de balet Segovia din opera Robert le diable de Giacomo Meyerbeer

## Lansare
Filmul Melba a avut premiera în New York City pe data de 24 iunie 1953.
În România premiera filmului a avut loc la data de 9 ianuarie 1959 la cinematografele „Magheru” din capitală.